# بخش سیوان (هند)
بخش سیوان (به انگلیسی: Siwan district) یک بخش در هند است که در بهار واقع شده‌است. بخش سیوان ۳٬۳۱۸٬۱۷۶ نفر جمعیت دارد.